# Světlá pod Ještědem
Světlá pod Ještědem (deutsch: Swetla) ist eine Gemeinde im okres Liberec im Norden Tschechiens. Nach dem Dorf Světlá am Südhang des Berges Jeschken im Jeschkengebirge wählte im 19. Jahrhundert die Schriftstellerin Karolína Světlá ihr Pseudonym. Es ist Schauplatz einiger ihrer Romane und Erzählungen. Heute sind acht umliegende Dörfer der Gemeinde angegliedert.

## Geschichte

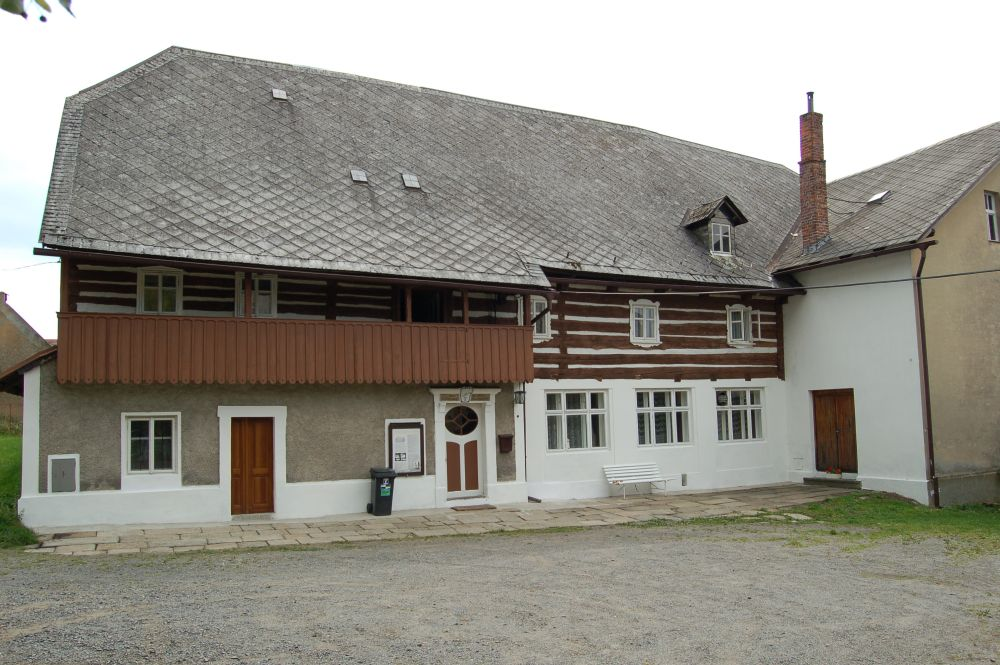
Der Bauernhof „Antošův statek“, Schauplatz des „Vesnický román“ (Dorfroman) von 1867, beherbergt heute eine Gastwirtschaft.

Das Dorf Světlá entstand nach Deutung des Ortsnamens Swetlai in der Mitte des 12. Jahrhunderts. Ursprünglich war es ein Jagdsitz und wurde, an einer Straße nach dem Gebiet der Sorben gelegen, ein Marktort; das Marktrecht wurde in der Mitte des 13. Jahrhunderts an das benachbarte Český Dub übertragen, das in der Folge für rund 100 Jahre auch den Namen Swetlai übernahm. Die erste schriftliche Erwähnung des heutigen Dorfes und seiner Pfarrkirche stammt aus dem Jahr 1359. Bis zum Untergang der Johanniter-Kommende in Český Dub während der Hussitenkriege 1429 gehörte Světlá zur dortigen Grundherrschaft und danach bis zum Jahr 1848 den nachfolgenden Inhabern der umfangreichen Grundherrschaft Böhmisch-Aicha.
Obwohl der Ort mehrheitlich von Tschechen bewohnt war (Einwohnerzahl für Svetla mit den Ortsteilen Hodky, Jiříčkov, Hoření Paseky und Vesec: 1091 Tschechen, 91 Deutsche), kam er von 1938 bis 1945 zum Reichsgau Sudetenland. 1945 wurden die deutschsprachigen Bewohner des Ortes in Richtung Zittau vertrieben. Das Dorf hatte landwirtschaftliche Betriebe mittlerer Größe und Kleinbauern. Der Haupterwerbszweig waren der Handel mit Milch, Butter, Eiern, Honig, Geflügel und Bettfedern nach dem nahe gelegenen Reichenberg und war als Sommerfrische und Ausgangsort für Wanderungen beliebt. Ansässige Großhändler brachten Verbindung zu den für das Weihnachtsfest gemästeten Gänsen aus Gänsemastbetrieben bis nach Dresden und Prag.

## Gemeindegliederung
Světlá pod Ještědem besteht aus den acht Ortsteilen Dolení Paseky (Unterpassek), Hodky (Hodek), Hoření Paseky (Oberpassek), Jiříčkov (Jiritschkow), Křižany (Kriesdorf 2. Anteil), Rozstání (Rostein), Světlá pod Ještědem (Swetla) und Vesec (Wesetz). Grundsiedlungseinheiten sind Hodky, Hoření Paseky, Jiříčkov, Pláně pod Ještědem (Kühnai), Rozstání und Světlá pod Ještědem.
Das Gemeindegebiet gliedert sich in die Katastralbezirke Rozstání pod Ještědem und Světlá pod Ještědem.

## Sehenswürdigkeiten
- Von der mittelalterlichen St. Nikolaus-Kirche ist nur der Westturm erhalten. Ihre heutige barocke Form stammt aus den Jahren 1725–30. Das Interieur ist bei einem Brand 1899 zerstört worden. Vor der Kirche befindet sich eine Statue der Schriftstellerin Karolína Světlá aus dem Jahr 1930, geschaffen vom Bildhauer Josef Bílek.
- Die Schriftstellerin hielt sich von 1853 bis 1865 während der Sommermonate häufig in Světlá – dem Geburtsort ihres Mannes Petr Muschak – auf und ließ das dortige Landleben in ihr Werk einfließen. Viele Schauplätze ihrer Prosa, die Dorfhäuser, Bauernhöfe und die ländliche Umgebung des Ortes, sind in ihrer ursprünglichen Form erhalten geblieben.